# Parque nacional de Khun Sathan
El Parque nacional de Khun Sathan es un área protegida del norte de Tailandia, en las provincias de Phrae y Nan. Se extiende por una superficie de 419,20 kilómetros cuadrados. Fue declarada en 2003.
La sierra de Doi Prae Mueang separa las provincias de Phrae y Nan. Doi Ku Sathan con 1.630 m s. n. m. es el punto más alto del parque, que le da el nombre.